# Luís Fabiano
Luís Fabiano Clemente, kortweg Luís Fabiano (Campinas, 8 november 1980) is een Braziliaans voormalig betaald voetballer die bij voorkeur als spits speelde. In juni 2003 debuteerde hij in het Braziliaans voetbalelftal, waarvoor hij meer dan veertig interlands speelde.

## Clubcarrière
Luís Fabiano begon als profvoetballer bij verschillende kleinere clubs uit São Paulo, te weten Guarani FC (1995-1997), Ituano FC (1997) en AA Ponte Preta (1997-1999). In het seizoen 1999/2000 vertrok hij naar Stade Rennais, maar in zijn twee seizoenen bij de Franse club kwam hij nauwelijks tot spelen. Luís Fabiano keerde daarom in 2002 naar Brazilië om bij São Paulo FC te gaan spelen. Daar manifesteerde hij zich als een veel scorende spits en in 2004 werd de Braziliaan gecontracteerd door FC Porto. Luís Fabiano bleef slechts één seizoen bij deze club. Sinds 2005 speelt hij voor Sevilla FC, waarmee de aanvaller in 2006 zowel de UEFA Cup als de UEFA Supercup won. In de UEFA Cup-finale tegen het Engelse Middlesbrough FC (4-0) opende Luís Fabiano met een kopgoal de score voor Sevilla FC. In 2007 won Luís Fabiano met Sevilla FC opnieuw de UEFA Cup en verder ook de Copa del Rey en de Supercopa de España. Begin 2011 keerde hij terug bij São Paulo FC. In het seizoen 2016 speelt hij in China voor Tianjin Quanjian. In februari 2017 tekende hij een contract bij CR Vasco da Gama in Brazilië. Op 8 februari 2018 verliet hij de club en kondigde een jaar later op 8 september 2019 aan te stoppen met profvoetbal.

## Interlandcarrière
Luís Fabiano is tevens Braziliaans international. In 2004 won hij met de Seleção de Copa América. In de eerste wedstrijd tegen Chili maakte Luís Fabiano in de negentigste minuut het enige en daarmee het winnende doelpunt. In de laatste groepswedstrijd tegen Paraguay (1-2) maakte hij het enige Braziliaans doelpunt. In de finale tegen Argentinië was Luís Fabiano basisspeler. In 2009 won hij met Brazilië de Confederations Cup. Luís Fabiano was met vijf doelpunten, waarvan twee in de finale tegen de Verenigde Staten, de topscorer van dit toernooi.

## Clubstatistieken
| Seizoen | Club            | Duels | Goals | Competitie       |
| ------- | --------------- | ----- | ----- | ---------------- |
| 1998    | Ponte Preta     | 7     | 2     | Série A          |
| 1999    | Ponte Preta     | 5     | 1     | Série A          |
| 2000    | Ponte Preta     | 0     | 0     | Série A          |
| 2000/01 | Stade Rennais   | 7     | 0     | Ligue 1          |
| 2001/02 | Stade Rennais   | 4     | 0     | Ligue 1          |
| 2001    | → São Paulo     | 22    | 9     | Série A          |
| 2002    | São Paulo       | 23    | 19    | Série A          |
| 2003    | São Paulo       | 34    | 29    | Série A          |
| 2004    | São Paulo       | 8     | 6     | Série A          |
| 2004/05 | FC Porto        | 15    | 3     | Primeira Liga    |
| 2005/06 | Sevilla         | 23    | 5     | Primera División |
| 2006/07 | Sevilla         | 26    | 10    | Primera División |
| 2007/08 | Sevilla         | 30    | 24    | Primera División |
| 2008/09 | Sevilla         | 26    | 8     | Primera División |
| 2009/10 | Sevilla         | 23    | 15    | Primera División |
| 2010/11 | Sevilla         | 22    | 11    | Primera División |
| 2011    | São Paulo       | 10    | 6     | Série A          |
| 2012    | São Paulo       | 22    | 17    | Série A          |
| 2013    | São Paulo       | 24    | 6     | Série A          |
| 2014    | São Paulo       | 23    | 9     | Série A          |
| 2015    | São Paulo       | 22    | 8     | Série A          |
| 2016    | Tianjin Tianhai | 28    | 22    | China League One |
| 2017    | Vasco da Gama   | 12    | 5     | Série A          |
| Totaal  | Totaal          | 422   | 214   |                  |

## Erelijst
São Paulo
- CONMEBOL Sudamericana: 2012
- Torneio Rio-São Paulo: 2001

 Porto
- Wereldbeker voor clubteams: 2004

 Sevilla
- UEFA Cup: 2005/06, 2006/07
- UEFA Super Cup: 2006
- Copa del Rey: 2006/07, 2009/10
- Supercopa de España: 2007

 Tianjin Quanjian
- China League One: 2016

 Brazilië
- CONMEBOL Copa América: 2004
- FIFA Confederations Cup: 2009